# Ay, Juancito
Ay, Juancito es una película argentina dramática y biográfica dirigida por Héctor Olivera y escrita por Olivera junto a José Pablo Feinmann. La historia cuenta el ascenso y caída de Juan Duarte, hermano de Eva Perón, durante las décadas de 1940 y 1950 en Argentina. Fue estrenada el 10 de junio de 2004.

## Sinopsis
Juan Duarte es el hermano mayor de Eva Duarte, la cual se convierte en esposa del presidente Perón. Gracias a eso Juan, apodado Juancito, asciende hacia la cúpula del poder y se convierte en secretario personal del mandatario. Amante de la noche y de las bellas mujeres, Juancito utiliza sus dotes de Casanova y sus conexiones con el poder para llevar al lecho a jóvenes actrices.

## Reparto
- Adrián Navarro... Juan Duarte
- Inés Estévez... Alicia Dupont
- Leticia Brédice... Ivonne Pascal
- Laura Novoa... Eva Duarte de Perón (Evita)
- Jorge Marrale... Juan Domingo Perón
- Norma Aleandro... doña Juana
- Alejandro Awada... Héctor Campora
- Roberto Carnaghi... Villar
- Celina Font... Julia Lobos
- Regina Lamm... Empresaria yanqui
- Alejandra Majluf... Niní Marshall
- Enrique Otranto... "Capitán Gandhi"
- Natalie Pérez... Susana Canales
- Carlos Portaluppi... Tucho
- Atilio Pozzobón... "el zar del cine"
- Maida Andrenacci
- Horacio Acosta	...	Capitán de Fragata
- Norberto Arcusín	...	Actor película Niní
- Victoria Bargues	...	Herminia Duarte
- Silvina Boye	...	Secretaria Perón
- Joaquín Bouzas	...	Cura en el bautismo
- Marcelo Bucossi	...	Productor de cine
- Carlos Cardone	...	Luis César Amadori
- Alfredo Cernadas	...	Traductor Inglés
- Oscar Cisterna	...	Ordenanza
- Hugo de Bruna	...	Abuelo obra de teatro
- Luis Ferreyra	...	Chofer de Juanito
- Wolfram Hecht	...	Edecán
- Gustavo Mac Lennan...	General Acevedo
- Analía Malvido	...	Elisa Duarte
- Marcelo Melingo	...	Médico amigo
- Tamara Mesri	...	Zully Moreno
- Fabián Minelli	...	Ayudante película Niní
- María Luz Morteo	...	Actriz radio
- Dykii Nicola	...	Traductor ruso
- Serena Olivera	...	Nieta de Doña Juana
- Gustavo Pastorini	...	Fotógrafo del Presidente
- Georgina Rey	...	Amiga de Tucho
- Ximena Rijel	...	Estrellita
- Sandra Sandrini...	Blanca Duarte
- Sofía Senna Bengolea	...	Bailarina cubana
- Toti Stolte	...	Funcionario Presidencia
- Minoru Tajima	...	Mucamo japonés
- Salvador Testa	...	Periodista estreno
- Michael Thompson	...	Cantante cubano
- Ignacio Zaldarriaga	...	Alberto Castillo

## Temas
La película se centra en la figura de uno de los personajes del peronismo, Juan Duarte, el hermano de Eva Perón y sus relaciones con las actrices Elina Colomer y Fanny Navarro (aunque en el guion sus nombres fueron cambiados a Alicia Dupont e Ivonne Pascal, respectivamente) El guion  no respeta los datos históricos. Sobre todo en lo que respecta a Fanny Navarro que ya era primera actriz antes de conocer a Duarte y refleja una mirada cargada de machismo y prejuicio por las mujeres que abrazaron la causa del peronismo. Es la historia de su ascenso a las altas esferas del poder, y su caída en desgracia producto de la muerte de su hermana.
El estado como bien personal, la dilapidación y la corrupción son las características que Olivera destaca de la figura de Juanito: "¿Cómo me van a acusar de afanar si todo lo que tomé es del Estado y yo soy el hermano del Estado?" pregunta en una ocasión. Esa misma pregunta sirve para ejemplificar el grado de impunidad con que se manejaba el simpático Juan. 
Una posible analogía que se decanta de la película es la comparación del primer peronismo con los años del menemismo, con Juanito en el primer gobierno y María Julia Alsogaray en el segundo, según ha manifestado, incluso, el propio Olivera.